# Røykenvik Station
Røykenvik Station (Røykenvik stasjon) var en jernbanestation på Røykenvikbanen, der lå i Gran kommune i Norge. Stationen var endestation for banen, der udgik fra Jaren Station.
Stationen åbnede sammen med banen 20. december 1900. Den blev nedgraderet til holdeplads 1. april 1932 for at reducere omkostningerne i en tid med dårlig økonomi. 15. september samme år blev persontrafikken indskrænket til et enkelt persontog om dagen. Persontrafikken ophørte helt 25. juni 1949, hvorefter banen fortsatte som ren godsbane, indtil den blev nedlagt 11. november 1957.
Godstrafikken i Røykenvik omfattede hovedsageligt sten fra Onsaker teglverk samt tømmer og trælast fra lokale savværker og snedkerier. Røykenvik blev også trafikeret af dampskibe, der transporterede både gods og passagerer. Mens banen var under planlægning, var der ønsker om at forlænge den til Odnes i Søndre Land, til der hvor Odnes Station på Valdresbanen blev anlagt. Det blev imidlertid ikke til noget, og Røykenvik endte i stedet som enestation for en kort sidebane. Ved åbningen havde Røykenvik postkontor bestyret af stationsmesteren. I 1918 blev postkontoret imidlertid flyttet til hotellet.

## Bygninger
Stationens bygninger blev opført i 1899-1900 og stod klar til banens åbning. Stationsbygningen blev opført i pudset tegl efter tegninger af Paul Armin Due. Den var inspireret af forskellige stilarter og adskilte sig fra hans andre stationsbygninger. Facaden mod banen havde en asymmetrisk placeret tværgavl. Bygningen brændte 12. april 1964. Lejligheden på førstesalen fik store skader, men bygningens eksteriør forblev stort set intakt. Ikke desto mindre blev bygningen revet ned i foråret året efter.
Udhuset ("bryggerhuset") blev tegnet af Paul Due og ligner mange tilsvarende bygninger på Gjøvikbanen. Lokomotivremisen er enten tegnet af Paul Due eller hans søn Paul Armin Due. Efter 1940, måske omkring 1950, blev den ombygget til arkiv og fik tilsyneladende en ekstra etage ved den anledning. Den har senere været benyttet som keramikværksted, men siden 2015 huser den en restaurant. Pakhuset nede ved Randsfjorden huser i dag Café Oscar II.
Stationen havde i sin tid også et vandtårn. Det blev revet ned i 1949. Ved siden af stationsbygningen har der desuden stået et brændeskur.